# Prološko blato
Prološko blato je močvarno i poplavno područje na zapadu Imotskog polja. 
Cijelo je područje zimi i u proljeće ispunjeno vodom, a manji dio zvan Prološkim jezerom pod vodom je tijekom cijele godine. Najvećim dijelom vodom se napaja iz rječice Suvaje iz Zelenog jezera i koristi se za natapanje okolnih polja. Zimi se zadržavaju ptice močvarice, zbog čega je od 1971. zaštićeno kao značajni krajolik (994 ha). Na sjevernoj strani nalazi se brežuljak Manastir prozvan po ostatcima franjevačkoga samostana. Za vrijeme visokog vodostaja, brežuljak postaje otočić.

## Vanjske poveznice
- Prološko blato (dalmatian-nature.hr) Arhivirana inačica izvorne stranice od 9. listopada 2009. (Wayback Machine)